# Carpiano
Carpiano je italská obec v provincii Milano v oblasti Lombardie.
V roce 2013 zde žilo 4 058 obyvatel.

## Sousední obce
Bascapè (PV), Cerro al Lambro, Landriano (PV), Locate di Triulzi, Melegnano, San Giuliano Milanese, Siziano (PV)

## Vývoj počtu obyvatel
Zdroj: 